# Aschenbrödel Hall

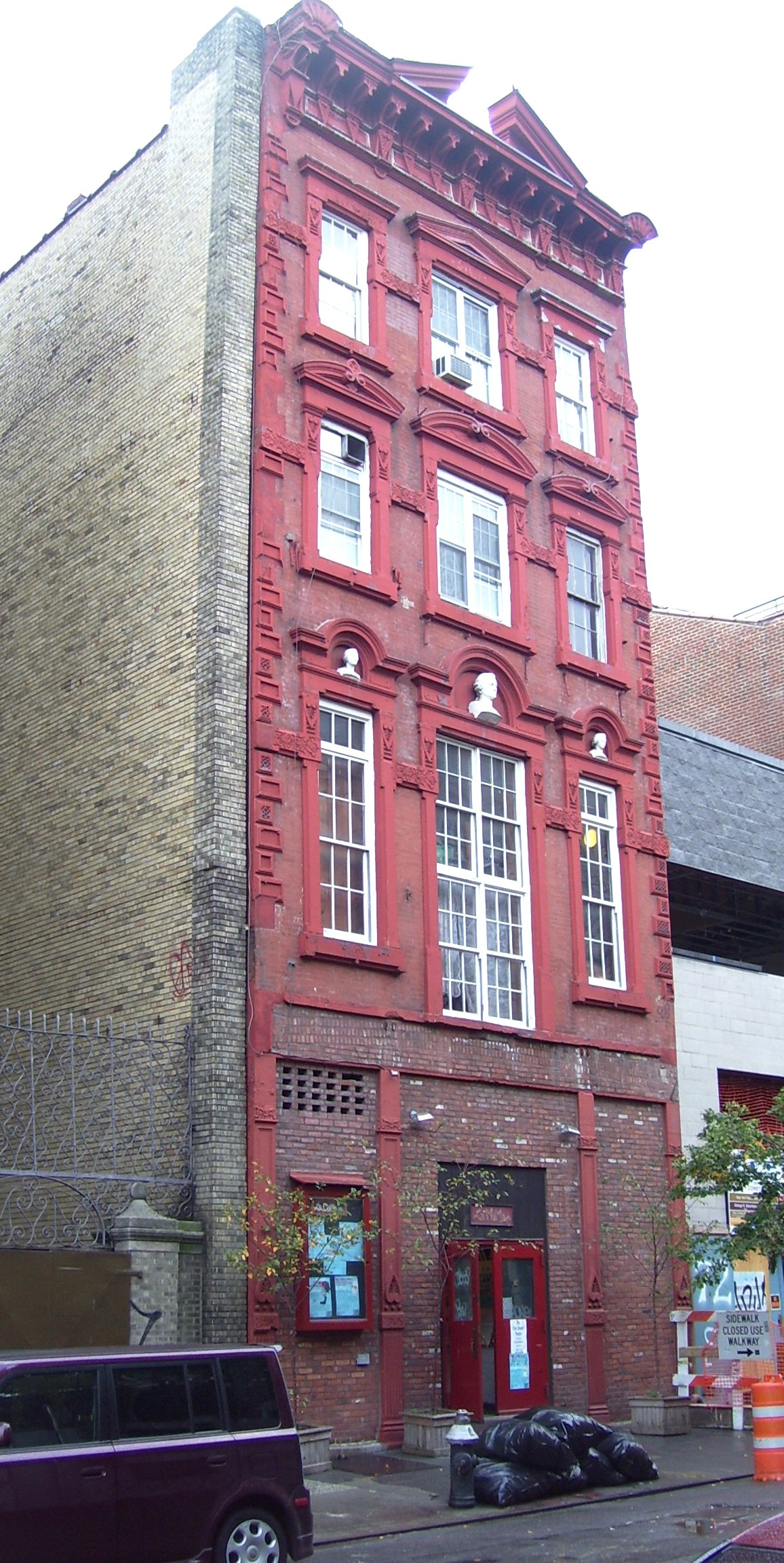
Das Gebäude des Aschenbrödel-Vereins, um 1860 bis 1890 belegt von der deutsch-amerikanischen Musiker-Gesellschaft

Die Aschenbrödel Hall ist ein Gebäude, das in der Lower East Side im Stadtteil Manhattan in New York City liegt. Seine Adresse ist 74 E. 4. Street, in einem Stadtviertel, das einst „Kleindeutschland“ genannt wurde.

## Geschichte
Das Gebäude wurde 1873 vom Aschenbrödel-Verein gebaut und als Aschenbrödel Hall bekannt. Der Aschenbrödel-Verein wurde 1860 als Sozial- und Wohltätigkeitsverband gegründet, dessen Mitglieder, vor allem Musiker, in New York bekannt waren. Am Anfang traf sich der Verein an verschiedenen Orten in Kleindeutschland, ab 1870 hatte der Verein mehr als 300 Mitglieder und brauchte fortan ein eigenes Gebäude. Der in Deutschland geborene Architekt August H. Blankenstein (1830–1914) entwarf den Bau.
1892 hatte der Aschenbrödel-Verein bereits 700 Mitglieder und brauchte erneut ein größeres Gebäude. Als der Verein nach Yorkville umzog, wurde die Aschenbrödel Hall an den Gesangsverein Schillerbund verkauft. Dieser Verein war bereits 1850 gegründet worden und nach Friedrich Schiller benannt.
Nachdem der Schillerbund die Aschenbrödel Hall gekauft hatte, renovierte er das Gebäude von Grund auf. Die Architekten hierfür waren Frederick William Kurtzer und Richard Rohl. Die Hauptfassade wurde mit dekorativen Motiven aus Gusseisen verziert, und die Stilmittel reichten vom Neo-Grec bis zur deutschen Neorenaissance. Drei Büsten der Musiker Mendelssohn Bartholdy, Mozart und Beethoven wurden über den Fenstern der ersten Etage platziert.
1896 verkaufte der Gesangsverein Schillerbund das Gebäude weiter, da auch ihm der Platz nicht mehr genügte. Bis 1961 wurde das Gebäude auf verschiedenste Art genutzt, unter anderem durch einen polnischen Sozialverein namens Newsboys Athletic Club, eine Fleischpackerei und eine Wäscherei.
1961 kaufte die Experimental-Theatergruppe la Mama das Gebäude und nutzt es bis heute, womit sie in der Geschichte des Gebäudes der Eigentümer mit der längsten Verweildauer ist. Seit 1965 betreibt dort der gleichnamige Theaterverein die Aschenbrödel Hall als Off-Broadway-Spielstätte.
2009 wurde die Aschenbrödel Hall von der Landmarks Preservation Commission unter Denkmalschutz gestellt.

## Beschreibung
Die Aschenbrödel Hall wurde als vierstöckiges Gebäude gebaut und ist mit roten Ziegeln verkleidet. Die Architektur von August Blankenstein schloss nicht nur Sitzungsräume, sondern auch ein Restaurant, eine Bibliothek, ein Billardzimmer und eine Kegelbahn mit ein.